# マイポ県
マイポ県（スペイン語：Provincia de Maipo）は、チリの中央部にあるサンティアゴ首都州 (RM) の6つの県のうちの1つである。県都はサン・ベルナルド。

## 行政
県であるマイポは、第二級行政区画であり、大統領によって任命される知事が政治を行っている。

### コムーナ
県は、各自治体の市長と議会により政治が行われる、4のコムーナ（スペイン語：comunas）から構成される。
- ブイン
- パイネ
- サン・ベルナルド - 県都
- カレラ・デ・タンゴ

## 地理と人口動態
以下は、2002年国勢調査による。
- 面積：1,120.5k㎡（433平方マイル） - 州内で2番目に小さい。
- 人口：378,444人（州内3位）
  - 男性：187,789人
  - 女性：190,655人
  - 都市的地域：336,198人
  - 地方：42,246人